# 高速自動車國道並行一般國道自動車專用道路
高速自動車國道並行一般國道自動車專用道路（日语：／ Kōsoku jidōsha kokudō ni heikō suru ippan kokudō jidōsha sen'yō dōro */?）是高規格幹線道路的一種。通常簡稱為A'路線。

## 概要
原本在預計升級為高速自動車國道的路線中，並行的一般國道需要全線升級的必要性相當低。部分區間為了解決道路混雜與山路的狹窄問題而以升級道路成繞道為要務，因此有些高速自動車國道的部分區間是先升級為一般國道繞道。興建本類道路時以稅金支應(國與縣負擔建設費之比例為2比1)或者追加東日本、中日本、西日本等各高速公路公司（民營化以前為日本道路公團）投入建設費建設。
實質上雖然是高速自動車國道的一部份，但仍被視為一般國道繞道，因此並不適用高速自動車國道法定最高速度與最低速度的規定。一般來說，在沒有速限標誌的情況下，行駛本類道路最高速度為60公里/小時。
第二陸奧收費道路與山口宇部道路雖為縣道的一部分，但卻成為高速自動車國道並行一般國道快速道路的特殊案例。
也有A'路線被編入高速自動車國道的案例。例如笹谷隧道在1998年編入山形自動車道，海南湯淺道路在2005年編入阪和自動車道。
| 國土開發幹線自動車道   | 國土開發幹線自動車道   | 並行一般國道快速道路 |
| ---------------------- | ---------------------- | --- |
| 北海道縱貫自動車道     | 北海道縱貫自動車道     | 函館新道、名寄美深道路、音威子府繞道、幌富繞道、豐富繞道 |
| 北海道横斷自動車道     | 根室線                 | 黒松内道路、倶知安余市道路、釧路外環狀道路、根室道路 |
| 北海道横斷自動車道     | 網走線                 | 黒松内道路、倶知安余市道路、北見道路、美幌繞道 |
| 東北縱貫自動車道       | 八戶線                 | 百石道路、第二陸奧收費道路、上北自動車道、陸奧收費道路 |
| 東北横斷自動車道       | 釜石秋田線             | 釜石道路、仙人峠道路、遠野道路 |
| 東北横斷自動車道       | 酒田線                 | （笹谷隧道）月山道路 |
| 日本海沿岸東北自動車道 | 日本海沿岸東北自動車道 | 朝日溫海道路、遊佐象潟道路、象潟仁賀保道路、仁賀保本莊道路、秋田外環状道路、琴丘能代道路、二井今泉道路、鷹巢西道路、鷹巢大館道路、大館西道路                                                                       |
| 東北中央自動車道       | 東北中央自動車道       | 相馬福島道路、米澤南陽道路、尾花澤新庄道路、新庄北道路、泉田道路、新庄金山道路、主寢坂道路、院内道路、横堀道路、湯澤横手道路                                                                                         |
| 常磐自動車道           | 常磐自動車道           | 仙台東部道路、仙台北部道路 |
| 東關東自動車道         | 館山線                 | 京葉道路、富津館山道路 |
| 北關東自動車道         | 北關東自動車道         | 東水戶道路 |
| 第二東海自動車道       | 第二東海自動車道       | 伊勢灣岸道路 |
| 近畿自動車道           | 名古屋大阪線           | 名阪國道 |
| 近畿自動車道           | 名古屋神戸線           | 伊勢灣岸道路 |
| 近畿自動車道           | 紀勢線                 | （海南湯淺道路、）湯淺御坊道路、すさみ串本道路、那智勝浦道路、新宮紀寶道路、熊野道路、熊野尾鷲道路 |
| 山陽自動車道           | 山陽自動車道           | 廣島岩國道路、小郡道路、山口宇部道路 |
| 中國横斷自動車道       | 姫路鳥取線             | 志戶坂峠道路 |
| 山陰自動車道           | 山陰自動車道           | 鳥取西道路、青谷羽合道路、北條道路、東伯中山道路、中山名和道路、名和淀江道路、米子道路、安來道路、松江道路、出雲仁摩道路、仁摩溫泉津道路、江津道路、濱田道路、濱田三隅道路、益田道路、萩・三隅道路、長門・俵山道路 |
| 四國横斷自動車道       | 四國横斷自動車道       | 高松東道路、須崎道路、窪川佐賀道路、中村宿毛道路、津島道路、宇和島道路、大洲道路 |
| 九州横斷自動車道       | 延岡線                 | 高千穂日之影道路、北方延岡道路 |
| 東九州自動車道         | 東九州自動車道         | 椎田道路、宇佐別府道路、延岡道路、延岡南道路、日南・志布志道路、隼人道路 |

## 腳注

### 注記
1. 1 2 3  第二陸奧收費道路、鷹巢西道路、山口宇部道路為縣道。
2. ↑  陸奧收費道路雖為一般道路，但與東北縱貫自動車道八戶線並行路段有另外制定基本計畫區間。
3. ↑  1998年7月1日編入高速自動車國道(山形自動車道)。
4. ↑  2005年4月1日編入高速自動車國道(阪和自動車道)。

### 來源
1. ↑  丹羽 2008，第2頁.
2. ↑  国交省，第8頁.

## 關連項目
- 日本高速公路一覧
- 高規格幹線道路
  - 國土開發幹線自動車道
  - 高速自動車國道
    - 高速自動車國道路線指定政令

  - 國土交通大臣指定高規格幹線道路（一般國道快速道路）（B路線）
- 新直轄方式（日语：新直轄方式）

## 外部連結
- 國土交通省道路局 （页面存档备份，存于）
  - 施策紹介・道路行政の簡単解説 （页面存档备份，存于）